# Eucanuella spinifera
Eucanuella spinifera är en kräftdjursart som beskrevs av T. Scott 1901. Eucanuella spinifera ingår i släktet Eucanuella och familjen Cerviniidae. Arten är reproducerande i Sverige. Inga underarter finns listade i Catalogue of Life.